# マスコア
マスコア（英: Mathcore）は、複雑なリズムで不協和音を含んだリフ、テンポチェンジなどの特徴を持つ音楽ジャンル。ノイズコアやエクスペリメンタル・メタルコアと呼ばれることもある。

## 概要
ハードコア・パンクやエクストリームメタルのスピードや過激さも持ち合わせている。このジャンルはメタルコアのサブジャンルと見なされることが多い。主にメタルコアやグラインドコア、ポスト・ハードコアの過激な要素と、ジャズやマスロック、プログレッシブ・メタルの特徴であるプログレッシブな要素やタイムチェンジによってできているといえる。
ルーツは1990年代初頭のポスト・ハードコアやマスロックに求めることができるが、マスコア自体は1990年代後期から2000年代初頭にかけてボッチ、コウアレス、コンヴァージ、ザ・ディリンジャー・エスケイプ・プランらのアルバムによって徐々に確立された。

## 特徴

### 音楽的要素
マスコアでは変拍子やポリリズム、シンコペーション、テンポチェンジなどを用いることで、複雑で変化のあるリズムが強調され、ドラムの音量も大きい。ザ・ディリンジャー・エスケイプ・プランのベーシストであるリアム・ウィルソンによれば、彼らの「聴いている人が混乱するような急激に変化するリズム」は「ラテンのリズム」とヘヴィメタルのスピードや「スタミナ」の融合であるといい、これはジョン・マクラフリンがジャズにインド音楽の要素を取り入れたのと似たようなものだという。先駆者的なマスコアバンドのドラマーのほとんどは、ジャズやオーケストラなどアカデミックなバックグラウンドを持っている。その例としてはDazzling KillmenのBlake FlemingやCrawのNeil Chastain、CoalesceのJames Dewees、ボッチのTim Latona、ザ・ディリンジャー・エスケイプ・プランのChris Pennie、コンヴァージのBen Kollerなどがあげられる。リズムセクション同様、ギターリフも繰り返しがほとんどなく曲の展開に伴って変化し続ける。初期のバンドでは、ギターやその他の楽器がそれぞれ不協和な旋律を奏でており、ほぼ無調である。ザ・ディリンジャー・エスケイプ・プランのファースト・アルバム以来、ほとんどのバンドのギターは極端にテクニカルなものとなり、「音楽的にチャレンジングなだけではなく、肉体的にも大変」になった。
2016年に発表されたとある記事でインビジブル・オレンジのIan Coryは、技術的な複雑さに重きをおくマスコアの傾向をパンクの過激さを得る「ための手段」ではあるが、「目的自体ではない」としており、プログレッシブ・メタルの「過度の技術志向」とは区別している。ライターのKeith Kahn-Harrisは、マスコアバンドの中には、グラインドコアの過激さとフリー・ジャズの音楽語法の融合と表現できるものもいると述べている。

### 歌詞
初期のマスコアの歌詞は、現実的な世界観や、厭世的、反抗的で怒りや皮肉のこもった見方で書かれていた。歌詞は哲学的、詩的要素を考慮して選ばれている。1990年代に特徴的だったハードコアパンクのイデオロギーの好戦的な側面を皮肉ったり批判するバンドもいる。コンヴァージのJacob Bannonやザ・ディリンジャー・エスケイプ・プランのDimitri Minakakisのように、とても個人的な問題について書く人もいる。
音楽的なルーツはエクストリームメタルにあるが、マスコア・アーティストの中にはエクストリームメタルの非現実的でホラー要素を持つ歌詞を軽蔑しているものもいる。

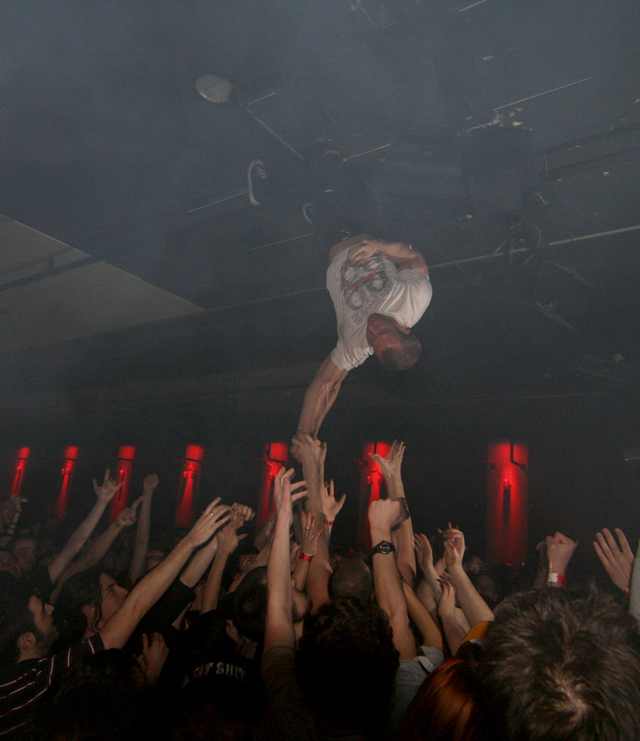
頭を下にして天井からぶら下がりながら歌うGreg Puciato。2008年に撮られた写真。

### ライブ・パフォーマンス
初期のマスコア・バンドの中には、音楽と連動する照明をライブに取り入れるものもいた。一方で乱闘や怪我人がでるような、危険で混沌としたパフォーマンスで有名なバンドもいた。CoalesceのギタリストJes Steinegerとザ・ディリンジャー・エスケイプ・プランのBen Weinmanは奇矯かつ危険な振る舞いをすることが多かった。2001年にボーカリストのGreg Puciatoがザ・ディリンジャー・エスケイプ・プランに加入したことで、このバンドは2017年に解散するまでもっとも論争を呼ぶライブ・パフォーマンスで有名になった。Puciatoは、Invisible Orangesから、力強い肉体と破壊的な行動によって「(バンドの音楽を)肉体で完璧に表現している」と評された。

## 歴史

### 先駆者 (1980年代から1990年代初期)
マスコアの初期の先駆者は、1980年代から1990年代初期のポスト・ハードコア・バンドである。ポスト・ハードコアは、広義の意味では、ハードコアパンクの攻撃性や過激さを保ちつつ、創造的表現に重点をおくバンドを表す単語である。ハードコアパンクのパイオニアであるブラック・フラッグは、マスコアに似た特徴を1980年代中頃の実験的な時期から取り入れていた。つまり、ヘヴィメタルの重いリフや、長めの曲構成、フュージョン的な拍子の取り方、ポリリズム、インスト曲、インプロ要素である。当時、バンドはマハヴィシュヌ・オーケストラや1972年から1975年ごろのキング・クリムゾンから強い影響を受けていた。Steven Blushは、彼らの新しい方向性は「多くのファンにとってやりすぎだとわかった」と述べているが、その後、数多くの先駆的なマスコアバンドがブラック・フラッグから影響を受けたと語っている。そのほかには、エクスペリメンタル・ロックとジャズから影響を受けたミニットメン、プログレッシブ・ロックから影響を受けたジーザス・リザード、フガジ、マスロックやクラウトロックから影響を受けたドライヴ・ライク・ジーヒューが影響元としてあげられることが多い。
エクストリームメタルとハードコアパンクを融合させた実験的なバンドには、ニューロシスやトゥデイ・イズ・ザ・デイなどがいる。

### 勃興 (1990年–1995年)
1990年代、ハードコアパンク・シーンはエクストリームメタルを素直に受け入れ始めたが、同時にイデオロギーに強く染まっていった。人気バンドの多くが、サブカルチャーや宗教、政治的なグループの一員になった。コンヴァージやコウアレス、ボッチを筆頭に、マスコアバンドの中にはストレート・エッジやクリシュナ思想のグループに影響を受け始めるものもいた。他方、マスコアにかなりの影響を与えたが、より型破りな音楽性のバンドはアンダーグラウンドにとどまった。
マスコアの先駆者としてあげられることの多いDazzling KillmenとCrawは、その当時ノイジーなマスロックと考えられていた。デビュー・アルバムはそれぞれ、1992年と1993年にリリースされている。彼らの特徴は「メタリック・ポストハードコア」なサウンドだが、拍子がコンスタントに代わり、ボーカルが「気が狂った人が発する動物的な音」を出す点でも特異だといえる。Dazzling Killmenのメンバーのうち3人はジャズ・スクールで知り合ったが、Crawにはクラシック音楽のパーカッション奏者とジャズ・ベーシストがメンバーにいる。どちらのバンドのライブにも、サックス奏者が参加したことがある。
1989年に、ニュージャージー州出身のRorschachがユースクルー・シーン内で結成されたが、すぐに複雑で不協和なメタリックハードコアを志向していく。彼らはDie Kreuzenやブラック・フラッグなどのハードコアパンクのほか、ヴォイヴォドやスレイヤーなどのスラッシュメタルから影響を受けていた。Rorschachが1993年に解散すると、ギタリストのKeith Huckinsは1994年にデッドガイに加入し、1995年に発売された1stアルバム『Fixation on a Co-Worker』に参加している。両者の不協和なサウンドは初期のマスコアバンドに多大な影響を与えた。
この時期、重要なマスコアバンドがいくつか結成されている。例えば、1993年にワシントンで結成されたボッチ、1994年ミズーリ州で結成されたコウアレス、コネチカット州のCable、スイス出身のKnut、1995年にマサチューセッツ州で結成されたケイヴ・インとヴァーモント州出身のDrowningmanである。1990年には、マサチューセッツでコンヴァージが結成されているが、シーンと「関連するような」曲を書いたり演奏したりし始めたのは1994年のことであった。急成長するマスコア・シーンについて、ザ・ディリンジャー・エスケイプ・プランの創始者であり、ギタリストのBen Weinmanは次のように述べている。
俺が最初にいた(ハードコアパンクの)シーンは本当に頭が固かった。(中略)当時のシーンはマジで思想を中心に回ってたんですよ。ヴィーガニズム、キリスト教、クリシュナ、ストレート・エッジ。そういった全てのことが、当時プレイしていたバンドみんなにとって大きなことだったんです。(中略)そこからただの派閥とか人気コンテストみたいなものになっていったんですよね。(彼らは)音楽に興味を持たず、素晴らしいミュージシャンでもなかったし、やる気もなかった。情熱も創造性もない、昔のバンドのパクリみたいな曲を書いていただけ。(中略)(Dazzling KillmenやDeadguyなどのように)ただひたすら音楽中心で上手くやってて、色々な面で影響力もあって。アンダーグラウンドなんだけど、依然として音楽に突き動かされているようなバンドを見るのは素晴らしいことでしたね。(中略)それを見て俺も「これこそが俺のやりたい音楽だ！」って思ったんですよ。 

### ジャンルの確立と記念碑的なアルバムと初期シーン (1996年–2002年)
コンヴァージはもともとエクストリームメタル、クロスオーヴァー・スラッシュ、ハードコア・パンクの融合でできていたが、1990年代中頃には、Rorschach, Universal Order of Armageddon and Starkweatherなどの初期メタルコアやポスト・ハードコアバンドに強く影響を受けるようになった。1996年に発表されたセカンド・アルバム『Petitioning the Empty Sky』、1998年に発表されたサード・アルバム『When Forever Comes Crashing』で、彼らはよりテクニカルで暗い音楽性を取っている。
初期の頃は、CoalesceとBotchはシラキュース出身のメタルコアバンドで、ヴィーガン・ストレートエッジのパイオニアでもあるアース・クライシスから影響を受けていた。のちにCoalesceのボーカリストを務めるSean Ingramはシーンの近くにいくためシラキュースへ引っ越しているが、シーンの排外的なアティテュードに幻滅する結果となり、ミズーリに戻ってCoalesceを結成している。彼らはプログレッシブ・メタル・バンドのトゥールから影響を受けているが、創設者でドラマーのJim Reddは、トゥールから「静寂パートを抜いて」、「ヘヴィなギター、ヘヴィなドラム、変拍子、うるさいパートと静かなパートのダイナミクス」だけを使っているようなバンドに「なりたかった」と述べている。彼らが1998年にリリースしたセカンド・アルバム『Functioning on Impatience』はジャンルの金字塔になった。
Botchは最初、政治的で、ストレートエッジなバンドになろうとしていたが、参加者の多くが持っている攻撃的なスタンスや「エリート主義者」的な意識に嫌気がさしたという。セカンド・アルバムで1999年発表の『We Are the Romans』はDrive Like Jehu、セパルトゥラ、メシュガーから影響を受けている。このアルバムは何年にも渡って数多くのバンドに影響を与え、評論家からも高い評価を得た。2015年のTeamRockでは、「ヘヴィミュージックの歴史でもっとも偉大なアルバムの一つ」として賞賛されている。
1997年には、ザ・ディリンジャー・エスケイプ・プランが政治的志向を持ったバンドArcaneを母体にして生まれたが、それは彼らが再び"派閥"の一員にになるのが嫌だったからであった。彼らは、1998年発表のセカンドEPの『Under the Running Board』で音楽性を大きく変え、1999年リリースのデビュー・アルバムの『Calculating Infinity』では、シニックやメシュガー、デスなどのプログレッシブ・デスメタル・バンドや、キング・クリムゾン、数多くのフュージョン・アーティストから影響を受けた作風になっている。どちらの作品も極度にテクニカルで速いマスコアの特徴を作り上げており、「メタリックハードコアシーンでの激しい競争を開始し」、このサブジャンルの特徴を定義づけることになったといわれている。リラプスは『Calculating Infinity』のサウンドとアルバムタイトルが「数学的だった」ので、「マスメタル」として売り出したが、これはバンドの意図するところではなかった。
1999年にはコンヴァージはスプリットアルバム『The Poacher Diaries』をリリースしており、テクニカル要素を劇的に発展させテイルが、その後メインの作曲者であったKurt Ballou はこの作品を「失敗した実験作品」だとしている。この体験から、彼は音楽に惹きつけられるきっかけだった曲構成や「記憶に残る」要素に焦点をうつすようになり、2001年にアルバム『Jane Doe』を作り上げた。このアルバムはドラマーのBen KollerとベーシストのNate Newtonとの初めての作品だが、二人は作曲に大いに貢献したという。 『Jane Doe』はエクストリームメタル・シーンに多大な影響を与えた上、カルトな人気を得てフォロワーを生み出した。
その他、この時期の重要なアルバムにはCableが1996年に発表した『Variable Speed Drive』、1998年にCave Inがリリースした『Until Your Heart Stops』、2000年にDrowningmanが発表した『Rock and Roll Killing Machine』、2002年にKnutが発表した『Challenger』などがある。